# Девід Брішірс
Девід Фінлі Брішірс (англ. David Breashears; 20 грудня 1955 — 14 березня 2024) — американський альпініст, режисер, письменник і мотиваційний оратор. У 1985 році він вдруге піднявся на вершину Евересту, ставши першим американцем, який піднявся на вершину Евересту більше одного разу. Можливо, він найбільш відомий як режисер і оператор фільму «Еверест» (1998), який став найкасовішим документальним фільмом IMAX, а також за його допомогу в рятувальних роботах під час трагедії на Евересті в 1996 році, яка сталася під час виробництва фільму.